# Leichtathletik-U23-Europameisterschaften 2007
Die 6. Leichtathletik-U23-Europameisterschaften wurden vom 12. bis 15. Juli 2007 im István-Gyulai-Leichtathletikstadion der ungarischen Stadt Debrecen abgehalten.
Der Deutsche Leichtathletik-Verband (DLV) entsandte 61 Athleten (27 weibliche, 34 männliche).

## Ergebnisse

### Männer

#### 100 m
| Platz | Athlet                | Land | Zeit (s)    |
| ----- | --------------------- | ---- | ----------- |
| 1     | Simeon Williamson     | GBR  | 10,10 CR PB |
| 2     | Craig Pickering       | GBR  | 10,14 PB    |
| 3     | Martial Mbandjock     | FRA  | 10,27 PB    |
| 4     | Fabio Cerutti         | ITA  | 10,40       |
| 5     | Dariusz Kuć           | POL  | 10,41       |
| 6     | Manuel Reynaert       | FRA  | 10,47       |
| 7     | Christian Blum        | GER  | 10,48       |
| 8     | Efthimios Steryioulis | GRE  | 10,58       |

Wind: +0,2 m/s
Weitere Teilnehmer aus deutschsprachigen Ländern:

Im Halbfinale ausgeschieden: Aleixo Platini Menga (GER), 10,55 s

Im Vorlauf ausgeschieden: Benjamin Grill (AUT), 10,70 s, Rolf Fongué (SUI), 10,83 s

#### 200 m
| Platz | Athlet            | Land | Zeit (s) |
| ----- | ----------------- | ---- | -------- |
| 1     | Visa Hongisto     | FIN  | 20,84    |
| 2     | Vojtěch Šulc      | CZE  | 20,91 PB |
| 3     | Rikki Fifton      | GBR  | 21,02    |
| 4     | Daniel Schnelting | GER  | 21,04    |
| 5     | Marco Cribari     | SUI  | 21,08    |
| 6     | Leon Baptiste     | GBR  | 21,08    |
| 7     | Ihor Bodrow       | UKR  | 21,18    |
| 8     | Jan Schiller      | CZE  | 21,46    |

Wind: −1,9 m/s

Weitere Teilnehmer aus deutschsprachigen Ländern:

Im Vorlauf ausgeschieden: Benjamin Grill (AUT), 21,80 s, Nils Müller (GER), 21,48 s, Christian Blum (GER), DNF

#### 400 m
| Platz | Athlet             | Land | Zeit (s)  |
| ----- | ------------------ | ---- | --------- |
| 1     | Denis Alexejew     | RUS  | 45,69 PB  |
| 2     | Željko Vincek      | CRO  | 45,69 NUR |
| 3     | Kacper Kozłowski   | POL  | 45,86     |
| 4     | Anton Kokorin      | RUS  | 45,93 PB  |
| 5     | Richard Buck       | GBR  | 46,15 PB  |
| 6     | Artjom Sergejenkow | RUS  | 46,19     |
| 7     | Fredrik Johansson  | SWE  | 46,37 PB  |
| 8     | Witalij Dubonosow  | UKR  | 46,69     |

Weitere Teilnehmer aus deutschsprachigen Ländern:

Im Halbfinale ausgeschieden: Matthias Bos (GER), 47,75 s, Jonas Plass (GER), 47,00 s

#### 800 m
| Platz | Athlet                 | Land | Zeit (min) |
| ----- | ---------------------- | ---- | ---------- |
| 1     | Marcin Lewandowski     | POL  | 1:49,94    |
| 2     | Oleksandr Osmolowytsch | UKR  | 1:50,21    |
| 3     | Abdesslam Merabet      | FRA  | 1:50,31    |
| 4     | Darren St. Clair       | GBR  | 1:50,40    |
| 5     | Jozef Repčík           | SVK  | 1:50,53    |
| 6     | Richard Hill           | GBR  | 1:50,69    |
| 7     | Vitalij Kozlov         | LTU  | 1:50,79    |
| 8     | Thomas Matthys         | BEL  | 1:51,21    |

Weitere Teilnehmer aus deutschsprachigen Ländern:

Im Vorlauf ausgeschieden: Martin Conrad (GER), 1:50,43 min, René Bauschinger (GER), 1:49,94 min, Andreas Rapatz (AUT), 1:53,87 min

#### 1500 m
| Platz | Athlet                | Land | Zeit (min) |
| ----- | --------------------- | ---- | ---------- |
| 1     | Álvaro Rodríguez      | ESP  | 3:44,00    |
| 2     | Yohan Durand          | FRA  | 3:44,38    |
| 3     | Barnabás Bene         | HUN  | 3:44,47    |
| 4     | Mario Van Waeyenberge | BEL  | 3:45,73    |
| 5     | Cristian Vorovenci    | ROU  | 3:46,11    |
| 6     | Stefano La Rosa       | ITA  | 3:46,37    |
| 7     | Jordán Santos         | ESP  | 3:46,39    |
| 8     | Marco Najibe Salami   | ITA  | 3:47,69    |

Weitere Teilnehmer aus deutschsprachigen Ländern:

Im Vorlauf ausgeschieden: Ricardo Filipe Giehl (GER), 3:51,32 min, Falko Zauber (GER), 3:53,63 min

#### 5000 m
| Platz | Athlet           | Land | Zeit (min)  |
| ----- | ---------------- | ---- | ----------- |
| 1     | Noureddine Smaïl | FRA  | 13:53,15 PB |
| 2     | Andrei Safronow  | RUS  | 13:54,04    |
| 3     | Kemal Koyuncu    | TUR  | 13:54,32 PB |
| 4     | Yohan Durand     | NED  | 13:54,37 PB |
| 5     | Tiidrek Nurme    | EST  | 13:57,51 PB |
| 6     | Mark Christie    | IRL  | 13:58,83    |
| 7     | Dušan Markešević | SRB  | 13:58,96    |
| 8     | Joseph Sweeney   | IRL  | 13:59,01 PB |

#### 10.000 m
| Platz | Athlet                  | Land | Zeit (min)  |
| ----- | ----------------------- | ---- | ----------- |
| 1     | Anatoli Rybakow         | RUS  | 29:09,89    |
| 2     | Michel Butter           | NED  | 29:12,95 PB |
| 3     | Daniele Meucci          | ITA  | 29:18,26    |
| 4     | Dušan Markešević        | SRB  | 29:27,61 SB |
| 5     | Sergei Rybin            | RUS  | 29:35,83    |
| 6     | Zelalem Martel          | GER  | 29:45,84    |
| 7     | Artur Kozłowski         | POL  | 29:48,20    |
| 8     | Arkadiusz Gardzielewski | POL  | 29:51,28    |

Weitere Teilnehmer aus deutschsprachigen Ländern:

- Christian Glatting (GER), DNF

#### 110 m Hürden
| Platz | Athlet                  | Land | Zeit (s) |
| ----- | ----------------------- | ---- | -------- |
| 1     | Konstandinos Douvalidis | GRE  | 13,49 PB |
| 2     | Adrien Deghelt          | BEL  | 13,59    |
| 3     | Emanuele Abate          | ITA  | 13,66    |
| 4     | Jens Werrmann           | GER  | 13,79    |
| 5     | Maxim Lynscha           | BLR  | 13,82    |
| 6     | Stévy Telliam           | FRA  | 14,05    |
| 7     | Otto Kilpi              | FIN  | 14,33    |
|       | Bano Traoré             | FRA  | DNF      |

Weitere Teilnehmer aus deutschsprachigen Ländern:
Im Vorlauf ausgeschieden: Alexander John (GER), 15,84 s; Paul Dittmer (GER), 14,14 s

#### 400 m Hürden
| Platz | Athlet               | Land | Zeit (s)  |
| ----- | -------------------- | ---- | --------- |
| 1     | Dai Greene           | GBR  | 49,58 PB  |
| 2     | Fadil Bellaabouss    | FRA  | 49,58 PB  |
| 3     | Milan Kotur          | CRO  | 50,14 NUR |
| 4     | Ricardo Lima         | POR  | 50,48     |
| 5     | Ben Carne            | GBR  | 50,83     |
| 6     | Vincent Vanryckeghem | BEL  | 50,88 PB  |
| 7     | Tuncay Örs           | TUR  | 50,99     |
| 8     | Stanislaw Melnykow   | UKR  | 51,53     |

#### 3000 m Hindernis
| Platz | Athlet             | Land | Zeit (min) |
| ----- | ------------------ | ---- | ---------- |
| 1     | Mahiedine Mekhissi | FRA  | 8:33,91    |
| 2     | Ildar Minschin     | RUS  | 8:34,27 PB |
| 3     | Balázs Ott         | HUN  | 8:35,04 PB |
| 4     | Víctor García      | ESP  | 8:36,62    |
| 5     | Marcin Chabowski   | POL  | 8:37,34    |
| 6     | Luke Gunn          | GBR  | 8:37,54    |
| 7     | Alberto Paulo      | POR  | 8:38,76    |
| 8     | Pjotr Iwanenko     | RUS  | 8:41,03    |

#### 20 km Gehen
| Platz | Athlet           | Land | Zeit (h)   |
| ----- | ---------------- | ---- | ---------- |
| 1     | Waleri Bortschin | RUS  | 1:20:43    |
| 2     | Andrei Kriwow    | RUS  | 1:21:51    |
| 3     | Sergei Bakulin   | RUS  | 1:23:33    |
| 4     | Ingus Janevičs   | LAT  | 1:23:37 PB |
| 5     | Michael Krause   | GER  | 1:24:54    |
| 6     | Ruslan Dmytrenko | UKR  | 1:26:25    |
| 7     | Hannes Tonat     | GER  | 1:27:24    |
| 8     | Jakub Jelonek    | POL  | 1:28:06    |

#### 4 × 100-m-Staffel
| Platz | Land                   | Athleten                                                                         | Zeit (s)      |
| ----- | ---------------------- | -------------------------------------------------------------------------------- | ------------- |
| 1     | Vereinigtes Königreich | Ryan Scott Craig Pickering Rikki Fifton James Ellington                          | 38,95 =CR AUR |
| 2     | Portugal               | Dany Gonçalves Arnaldo Abrantes Ricardo Martins Yazaldes Nascimento              | 39,37 NUR     |
| 3     | Finnland               | Hannu Hämäläinen Visa Hongisto Rami Jokinen Jonathan Åstrand                     | 39,53 NUR     |
| 4     | Tschechien             | Libor Žilka Jan Schiller Vojtech Šulc Ondrej Benda                               | 39,92         |
| 5     | Griechenland           | Dimitrios Regas Yeoryios Koutsotheodorou Ioannis Apostolou Nikolaos Filandarakis | 40,41         |
|       | Polen                  | Fabian Ziólkowski Mikolaj Lewanski Mateusz Pluta Dariusz Kuć                     | DNF           |
|       | Frankreich             | Christophe Bonnet Guillaume Guffroy Manuel Reynaert Martial Mbandjock            | DNF           |
|       | Deutschland            | Christian Blum Daniel Schnelting Nils Müller Aleixo-Platini Menga                | DNF           |

#### 4 × 400-m-Staffel
| Platz | Land                   | Athleten                                                             | Zeit (min)  |
| ----- | ---------------------- | -------------------------------------------------------------------- | ----------- |
| 1     | Russland               | Maxim Dyldin Denis Alexejew Artjom Sergejenkow Anton Kokorin         | 3:02,13 AUR |
| 2     | Polen                  | Grzegorz Klimczyk Patryk Baranowski Piotr Dabrowski Kacper Kozłowski | 3:04,76     |
| 3     | Deutschland            | Jonas Plass Florian Schwalm Matthias Bos Martin Grothkopp            | 3:05,25     |
| 4     | Tschechien             | Marek Hrubý Pavel Jirán Theodor Jareš Petr Klofác                    | 3:05,71 SB  |
| 5     | Vereinigtes Königreich | Jeffrey Lawal-Balogun Richard Hill Ben Carne Richard Buck            | 3:07,06     |
| 6     | Ungarn                 | Miklós Szebeny Dávid Takács László Bartha Balázs Molnár              | 3:07,08 SB  |
| 7     | Spanien                | Aitor Martín Mark Ujakpor Mohamed Amin Hamdoum Diego Gómez           | 3:08,63     |
| 8     | Rumänien               | Constantin Tuca Stefan Pavel Dan Dancianu Vasile Bobos               | 3:09,18     |

#### Hochsprung
| Platz | Athlet            | Land | Höhe (m) |
| ----- | ----------------- | ---- | -------- |
| 1     | Linus Thörnblad   | SWE  | 2,24     |
| 2     | Benjamin Lauckner | GER  | 2,21     |
| 3     | Jussi Viita       | FIN  | 2,21 SB  |
| 4     | Radu Tucan        | MDA  | 2,21 SB  |
| 5     | Mickaël Diaz      | FRA  | 2,21 SB  |
| 6     | Michal Kabelka    | SVK  | 2,21 SB  |
| 7     | Iwan Iljitschew   | RUS  | 2,18     |
| 8     | Adam Scarr        | GBR  | 2,18     |

#### Stabhochsprung
| Platz | Athlet              | Land | Höhe (m) |
| ----- | ------------------- | ---- | -------- |
| 1     | Pawel Prokopenko    | RUS  | 5,75 PB  |
| 2     | Jesper Fritz        | SWE  | 5,70 PB  |
| 3     | Denys Fedas         | UKR  | 5,65 PB  |
| 4     | Dmitri Starodubzew  | RUS  | 5,60 =SB |
| 5     | Tobias Scherbarth   | GER  | 5,60 PB  |
| 6     | Sergei Kutscherjanu | RUS  | 5,55     |
| 7     | Steven Lewis        | GBR  | 5,55 PB  |
| 8     | Wout van Wengerden  | NED  | 5,40 PB  |

Weitere Teilnehmer aus deutschsprachigen Ländern:

In der Qualifikation ausgeschieden: Hendrik Gruber (GER), 5,15 m; Michel Frauen (GER), 4,95 m

#### Weitsprung
| Platz | Athlet                | Land | Weite (m) |
| ----- | --------------------- | ---- | --------- |
| 1     | Michał Rosiak         | POL  | 7,94 PB   |
| 2     | Petteri Lax           | FIN  | 7,89 PB   |
| 3     | Roman Novotný         | CZE  | 7,87      |
| 4     | Andrejs Maškancevs    | LAT  | 7,86      |
| 5     | Andrij Makartschew    | UKR  | 7,78      |
| 6     | Alexander Petrow      | RUS  | 7,77      |
| 7     | Dmytro Bilozerkiwskyj | UKR  | 7,72      |
| 8     | Lucas Jakubczyk       | GER  | 7,69      |

Weitere Teilnehmer aus deutschsprachigen Ländern:

In der Qualifikation ausgeschieden: Remigius Roskosch (GER), 7,00 m

#### Dreisprung
| Platz | Athlet               | Land | Weite (m) |
| ----- | -------------------- | ---- | --------- |
| 1     | Gary White           | GBR  | 16,33 PB  |
| 2     | Adrian Świderski     | POL  | 16,29 PB  |
| 3     | Juri Schurawljew     | RUS  | 16,22     |
| 4     | Andrés Capellán      | ESP  | 16,18     |
| 5     | Fabien Harmenil      | FRA  | 16,14     |
| 6     | Alin Anghel          | ROU  | 15,91     |
| 7     | Dsmitryj Dsjazuk     | BLR  | 15,86     |
| 8     | Wojciech Lewandowski | POL  | 15,82     |

#### Kugelstoßen
| Platz | Athlet               | Land | Weite (m) |
| ----- | -------------------- | ---- | --------- |
| 1     | Jakub Giża           | POL  | 19,87 PB  |
| 2     | Luka Rujević         | SRB  | 19,55     |
| 3     | Alexander Grekow     | RUS  | 19,13     |
| 4     | Georgi Iwanow        | BUL  | 19,02     |
| 5     | Lajos Kürthy         | HUN  | 18,87     |
| 6     | Remigius Machura Jr. | CZE  | 18,54     |
| 7     | Jan Marcell          | CZE  | 18,42 SB  |
| 8     | Maxim Sidorow        | RUS  | 18,24     |

#### Diskuswurf
| Platz | Athlet             | Land | Weite (m) |
| ----- | ------------------ | ---- | --------- |
| 1     | Martin Wierig      | GER  | 61,10 PB  |
| 2     | Jan Marcell        | CZE  | 58,48     |
| 3     | Apostolos Parellis | CYP  | 58,16 NR  |
| 4     | Bartosz Ratajczak  | POL  | 56,90     |
| 5     | Mihai Grasu        | ROU  | 56,71     |
| 6     | Margus Hunt        | EST  | 56,49     |
| 7     | Giovanni Faloci    | ITA  | 55,84     |
| 8     | Nazzareno Di Marco | ITA  | 55,45     |

Weitere Teilnehmer aus deutschsprachigen Ländern:

Platz 10: Daniel Schärer (SUI), 53,00 m

In der Qualifikation ausgeschieden: Markus Münch (GER), 53,52 m

#### Hammerwurf
| Platz | Athlet             | Land | Weite (m) |
| ----- | ------------------ | ---- | --------- |
| 1     | Juryj Schajunou    | BLR  | 74,92 PB  |
| 2     | Kristóf Németh     | HUN  | 72,56 PB  |
| 3     | Marcel Lomnický    | SVK  | 72,17 PB  |
| 4     | Andrei Asarenkow   | RUS  | 71,87     |
| 5     | Jewgeni Aidamirow  | RUS  | 71,20     |
| 6     | Alexei Sokirskij   | UKR  | 70,63     |
| 7     | Anatoli Posdnjakow | RUS  | 69,39     |
| 8     | Juha Kauppinen     | FIN  | 68,93     |

#### Speerwurf
| Platz | Athlet               | Land | Weite (m) |
| ----- | -------------------- | ---- | --------- |
| 1     | Alexander Vieweg     | GER  | 79,56 PB  |
| 2     | Kārlis Alainis       | LAT  | 76,83     |
| 3     | Oleksandr Pjatnyzja  | UKR  | 76,28 PB  |
| 4     | Ari Mannio           | FIN  | 76,04     |
| 5     | Yervasios Filippidis | GRE  | 75,26     |
| 6     | Karol Jakimowicz     | POL  | 74,29 PB  |
| 7     | Jonas Lohse          | SWE  | 73,26     |
| 8     | Melik Janoyan        | ARM  | 72,80     |

#### Zehnkampf
| Platz | Athlet              | Land | Punkte  |
| ----- | ------------------- | ---- | ------- |
| 1     | Andrej Krautschanka | BLR  | 8492 CR |
| 2     | Pascal Behrenbruch  | GER  | 8239    |
| 3     | Arkadi Wassiljew    | RUS  | 8179 PB |
| 4     | Oleksij Kasjanow    | UKR  | 7964 PB |
| 5     | Pelle Rietveld      | NED  | 7955 PB |
| 6     | Michael Schrader    | GER  | 7709    |
| 7     | Wassili Charlamow   | RUS  | 7681 PB |
| 8     | Ingmar Vos          | NED  | 7349 PB |

### Frauen

#### 100 m
| Platz | Athletin              | Land | Zeit (s)  |
| ----- | --------------------- | ---- | --------- |
| 1     | Verena Sailer         | GER  | 11,66     |
| 2     | Montell Douglas       | GBR  | 11,66     |
| 3     | Myriam Soumaré        | FRA  | 11,68 =PB |
| 4     | Lina Grinčikaitė      | LTU  | 11,69     |
| 5     | Juna Mechti-Sade      | RUS  | 11,78     |
| 6     | Natalja Murinowitsch  | RUS  | 11,78     |
| 7     | Sari Keskitalo        | UKR  | 11,80     |
| 8     | Maria Aurora Salvagno | ITA  | 11,89     |

Wind: −2,0 m/s
Weitere Teilnehmerinnen aus deutschsprachigen Ländern:

Im Halbfinale ausgeschieden: Anne Cibis (GER), 11,67 s SB, Fabienne Weyermann (SUI), 11,76 s

Im Vorlauf ausgeschieden: Giorgia Candiani (SUI), 11,86 s, Katja Börner (GER), 11,80 s

#### 200 m
| Platz | Athletin                  | Land | Zeit (s) |
| ----- | ------------------------- | ---- | -------- |
| 1     | Julija Tschermoschanskaja | RUS  | 23,19    |
| 2     | Nelly Banco               | FRA  | 23,36    |
| 3     | Marta Jeschke             | POL  | 23,42    |
| 4     | Ewelina Klocek            | POL  | 23,45    |
| 5     | Jelena Nowikowa           | RUS  | 23,48    |
| 6     | Olivia Borlée             | BEL  | 23,57    |
| 7     | Montell Douglas           | GBR  | 23,63    |
| 8     | Olha Andrejewa            | UKR  | 23,90    |

Wind: −1,1 m/s
Weitere Teilnehmerinnen aus deutschsprachigen Ländern:

Im Vorlauf ausgeschieden: Mareike Peters (GER), 23,90 s, Maike Dix (GER), 24,02 s

#### 400 m
| Platz | Athletin              | Land | Zeit (s) |
| ----- | --------------------- | ---- | -------- |
| 1     | Ljudmila Litwinowa    | RUS  | 51,25 PB |
| 2     | Olga Schulikowa       | RUS  | 51,57    |
| 3     | Xenija Sadorina       | RUS  | 51,78    |
| 4     | Thélia Sigère         | FRA  | 52,49 PB |
| 5     | Bożena Łukasik        | POL  | 52,96 PB |
| 6     | Oleksandra Peytschewa | UKR  | 53,29 PB |
| 7     | Faye Harding          | GBR  | 53,70    |
| 8     | Annemarie Schulte     | NED  | 53,79    |

#### 800 m
| Platz | Athletin             | Land | Zeit (min) |
| ----- | -------------------- | ---- | ---------- |
| 1     | Marija Schapajewa    | RUS  | 2:00,86    |
| 2     | Élodie Guégan        | FRA  | 2:01,26    |
| 3     | Vanja Perišić        | CRO  | 2:01,34    |
| 4     | Natallja Kareiwa     | BLR  | 2:01,42 PB |
| 5     | Charlotte Best       | GBR  | 2:02,72    |
| 6     | Laura Finucane       | GBR  | 2:03,07    |
| 7     | Jekaterina Martynowa | RUS  | 2:03,50    |
| 8     | Lenka Masná          | CZE  | 2:04,17    |

#### 1500 m
| Platz | Athletin             | Land | Zeit (min) |
| ----- | -------------------- | ---- | ---------- |
| 1     | Abby Westley         | GBR  | 4:15,48    |
| 2     | Lizi Brathwaite      | GBR  | 4:16,45    |
| 3     | Tatjana Beltjukowa   | RUS  | 4:16,49    |
| 4     | Susan Kuijken        | NED  | 4:17,90    |
| 5     | Hannah England       | GBR  | 4:18,70    |
| 6     | Dominika Główczewska | POL  | 4:19,05    |
| 7     | Elena García         | ESP  | 4:19,66 SB |
| 8     | Ombretta Bongiovanni | ITA  | 4:21,66 PB |

#### 5000 m
| Platz | Athletin            | Land | Zeit (min)  |
| ----- | ------------------- | ---- | ----------- |
| 1     | Laura Kenney        | GBR  | 16:22,28    |
| 2     | Wolha Minina        | BLR  | 16:27,31    |
| 3     | Marta Romo          | ESP  | 16:29,56    |
| 4     | Dudu Polat-Karakaya | TUR  | 16:30,79 PB |
| 5     | Lesley van Miert    | NED  | 16:34,52    |
| 6     | Zsófia Erdélyi      | HUN  | 16:43,57    |
| 7     | Paula Todoran       | ROU  | 16:48,62    |
| 8     | Swetlana Kirejewa   | RUS  | 16:49,39    |

#### 10.000 m
| Platz | Athletin           | Land | Zeit (min)   |
| ----- | ------------------ | ---- | ------------ |
| 1     | Wolha Minina       | BLR  | 33:06,37 NUR |
| 2     | Irina Sergejewa    | RUS  | 33:08,69 PB  |
| 3     | Alina Alexejewa    | RUS  | 33:09,63 PB  |
| 4     | Paula Todoran      | ROU  | 33:12,08 PB  |
| 5     | María Sánchez      | ESP  | 34:04,90 PB  |
| 6     | Tatjana Schipizina | RUS  | 34:11,80     |
| 7     | Zsófia Erdélyi     | HUN  | 34:38,49     |
| 8     | Marta Wojtkuńska   | POL  | 34:42,64     |

#### 100 m Hürden
| Platz | Athletin              | Land | Zeit (s)  |
| ----- | --------------------- | ---- | --------- |
| 1     | Nevin Yanıt           | TUR  | 12,90 SB  |
| 2     | Christina Vukicevic   | NOR  | 13,08 NUR |
| 3     | Jessica Ennis         | GBR  | 13,09     |
| 4     | Eline Berings         | BEL  | 13,12     |
| 5     | Jekaterina Schtepa    | RUS  | 13,16     |
| 6     | Carolin Nytra         | GER  | 13,29     |
| 7     | Alice Decaux          | FRA  | 13,38     |
| 8     | Kazjaryna Paplauskaja | BLR  | 13,48     |

Wind: −0,3 m/s
Weitere Teilnehmerinnen aus deutschsprachigen Ländern:

Im Halbfinale ausgeschieden: Stephanie Lichtl (GER), 13,64 s; Nadine Hildebrand (GER) 13,71 s

#### 400 m Hürden
| Platz | Athletin            | Land | Zeit (s) |
| ----- | ------------------- | ---- | -------- |
| 1     | Angela Moroșanu     | ROU  | 54,50 CR |
| 2     | Irina Obedina       | RUS  | 55,19    |
| 3     | Zuzana Hejnová      | CZE  | 55,93 SB |
| 4     | Julija Muljukowa    | RUS  | 56,71    |
| 5     | Eilidh Child        | GBR  | 57,11 PB |
| 6     | Sara Slott Petersen | DEN  | 57,52    |
| 7     | Nikolina Horvat     | CRO  | 58,54    |
|       | Dora Jémaa          | FRA  | DSQ      |

#### 3000 m Hindernis
| Platz | Athletin           | Land | Zeit (min)      |
| ----- | ------------------ | ---- | --------------- |
| 1     | Katarzyna Kowalska | POL  | 09:39,40 CR NUR |
| 2     | Ancuța Bobocel     | ROU  | 09:41,84 NUR    |
| 3     | Sara Moreira       | POR  | 09:42,47 NUR    |
| 4     | Verena Dreier      | GER  | 09:58,39        |
| 5     | Teresa Urbina      | ESP  | 10:03,80        |
| 6     | Silje Fjørtoft     | NOR  | 10:09,81        |
| 7     | Biljana Jović      | SRB  | 10:13,95        |
| 8     | Elodie Mouthon     | FRA  | 10:16,39        |

Weitere Teilnehmerinnen aus deutschsprachigen Ländern:

Platz 9: Carolin Lang (GER), 10:16,64 min; Julia Hiller (GER), DNF

#### 20 km Gehen
| Platz | Athlet              | Land | Zeit (h)    |
| ----- | ------------------- | ---- | ----------- |
| 1     | Tatjana Schemjakina | RUS  | 1:28:48 CR  |
| 2     | Swetlana Solowjowa  | RUS  | 1:33:58     |
| 3     | Olga Michailowa     | RUS  | 1:34:41     |
| 4     | Katarzyna Kwoka     | POL  | 1:34:49 PB  |
| 5     | Despina Zapounidou  | GRE  | 1:35:42     |
| 6     | Zuzana Schindlerová | CZE  | 1:36:04     |
| 7     | Jo Atkinson         | GBR  | 1:36:28 PB  |
| 8     | Brigita Virbalytė   | LTU  | 1:36:38 NUR |

#### 4 × 100-m-Staffel
| Platz | Land         | Athletinnen                                                                    | Zeit (s)  |
| ----- | ------------ | ------------------------------------------------------------------------------ | --------- |
| 1     | Russland     | Juna Mechti-Sade Xenija Wdowina Natalja Murinowitsch Julija Tschermoschanskaja | 43,67     |
| 2     | Deutschland  | Anne-Kathrin Elbe Verena Sailer Mareike Peters Anne Möllinger                  | 43,75     |
| 3     | Polen        | Paulina Siemieniako Ewelina Klocek Marta Jeschke Iwona Brzezińska              | 43,78 NUR |
| 4     | Italien      | Chiara Gervasi Maria Aurora Salvagno Giulia Arcioni Audrey Alloh               | 44,08     |
| 5     | Ukraine      | Sewil Ibrahimowa Halyna Tonkowyd Marija Rjemjen Olha Andrejewa                 | 44,21     |
| 6     | Frankreich   | Elodie Barre Myriam Soumaré Nelly Banco Ayodelé Ikuesan                        | 44,34     |
| 7     | Tschechien   | Iveta Mazáčová Martina Dostálová Pavla Hřivnová Jitka Bartoničková             | 45,18     |
| 8     | Griechenland | Evaggelia Kavoura Eleftheria Kobidou Agni Derveni Ekaterini Karatza            | 45,26     |

#### 4 × 400-m-Staffel
| Platz | Land       | Athletinnen                                                              | Zeit (min)     |
| ----- | ---------- | ------------------------------------------------------------------------ | -------------- |
| 1     | Russland   | Olga Schulikowa Xenija Sadorina Jelena Nowikowa Ljudmila Litwinowa       | 3:26,58 CR AUR |
| 2     | Frankreich | Marie-Angélique Lacordelle Symphora Béhi Virginie Michanol Thélia Sigère | 3:30,56 NUR    |
| 3     | Ukraine    | Hanna Plotizyna Xenija Karandjuk Julija Irhina Oleksandra Peytschewa     | 3:33,90        |
| 4     | Italien    | Marta Milani Donata Piangerelli Eleonora Sirtoli Tiziana Grasso          | 3:34,39        |
| 5     | Rumänien   | Taisia Crestincov Simona Barcău Alina Duman Angela Moroșanu              | 3:35,82        |
| 6     | Schweden   | Emma Agerbjer Emma Björkman Sofie Persson Pernilla Tornemark             | 3:37,17        |
| 7     | Ungarn     | Zsófia Rózsa Mónika Somogyvári Zsófia Pölöskei Bianka Varga              | 3:40,17        |

#### Hochsprung
| Platz | Athletin            | Land | Höhe (m) |
| ----- | ------------------- | ---- | -------- |
| 1     | Swetlana Schkolina  | RUS  | 1,92     |
| 2     | Adonia Steryiou     | GRE  | 1,92     |
| 3     | Ebba Jungmark       | SWE  | 1,89     |
| 4     | Kamila Stepaniuk    | POL  | 1,86     |
| 5     | Stine Kufaas        | NOR  | 1,86 =SB |
| 6     | Karina Vnukova      | LTU  | 1,86     |
| 7     | Gema Martín-Pozuelo | ESP  | 1,86     |
| 8     | Iryna Kowalenko     | UKR  | 1,82     |

Weitere Teilnehmerinnen aus deutschsprachigen Ländern:

In der Qualifikation ausgeschieden: Annett Engel (GER), 1,81 m, Lara Kronauer (SUI), 1,77 m

#### Stabhochsprung
| Platz | Athletin              | Land | Höhe (m) |
| ----- | --------------------- | ---- | -------- |
| 1     | Alexandra Kirjaschowa | RUS  | 4,50 =PB |
| 2     | Anna Schultze         | GER  | 4,35 SB  |
| 3     | Anna Battke           | GER  | 4,35     |
| 4     | Silke Spiegelburg     | GER  | 4,25     |
| 5     | Paulina Dębska        | POL  | 4,20     |
| 6     | Chloé Mourand         | FRA  | 4,10     |
| 6     | Rianna Galiart        | NED  | 4,10     |
| 8     | Louise Butterworth    | GBR  | 4,10 =PB |

Weitere Teilnehmerinnen aus deutschsprachigen Ländern:

In der Qualifikation ausgeschieden: Daniela Höllwarth (AUT), NH

#### Weitsprung
| Platz | Athletin           | Land | Weite (m) |
| ----- | ------------------ | ---- | --------- |
| 1     | Anna Nasarowa      | RUS  | 6,81 PB   |
| 2     | Denisa Šcerbová    | CZE  | 6,80 w    |
| 3     | Jelena Sokolowa    | RUS  | 6,71 PB   |
| 4     | Joanna Skibińska   | POL  | 6,52 PB   |
| 5     | Tania Vicenzino    | ITA  | 6,50 PB   |
| 6     | Weranika Schutkowa | BLR  | 6,49      |
| 7     | Natacha Vouaux     | FRA  | 6,45 PB   |
| 8     | Nina Kolarič       | SLO  | 6,37      |

Weitere Teilnehmerinnen aus deutschsprachigen Ländern:

In der Qualifikation ausgeschieden: Stéphanie Vaucher (SUI), 5,95 m

#### Dreisprung
| Platz | Athletin             | Land | Weite (m) |
| ----- | -------------------- | ---- | --------- |
| 1     | Lilija Kulyk         | UKR  | 14,39 NUR |
| 2     | Jekaterina Kajukowa  | RUS  | 14,11     |
| 3     | Anastassija Taranowa | RUS  | 13,99 w   |
| 4     | Anna Kuropatkina     | RUS  | 13,92     |
| 5     | Alina Popescu        | ROU  | 13,73     |
| 6     | Niki Panetta         | GRE  | 13,71     |
| 7     | Xenyja Pryemka       | BLR  | 13,47     |
| 8     | Alexandra Zelenina   | MDA  | 13,46     |

#### Kugelstoßen
| Platz | Athletin             | Land | Weite (m) |
| ----- | -------------------- | ---- | --------- |
| 1     | Irina Tarassowa      | RUS  | 18,26     |
| 2     | Denise Hinrichs      | GER  | 17,56     |
| 3     | Anna Awdejewa        | RUS  | 17,47     |
| 4     | Denise Kemkers       | NED  | 17,21 PB  |
| 5     | Magdalena Sobieszek  | POL  | 16,77     |
| 6     | Josephine Terlecki   | GER  | 16,53     |
| 7     | Irina Kiritschenko   | RUS  | 16,23     |
| 8     | Catherine Timmermans | BEL  | 15,75 PB  |

#### Diskuswurf
| Platz | Athletin             | Land | Weite (m) |
| ----- | -------------------- | ---- | --------- |
| 1     | Kateryna Karsak      | UKR  | 64,40 CR  |
| 2     | Veronika Watzek      | AUT  | 57,15     |
| 3     | Swetlana Iwanowa     | RUS  | 56,92     |
| 4     | Hanna Mashunowa      | BLR  | 54,63     |
| 5     | Katarzyna Jaworowska | POL  | 53,89     |
| 6     | Jessica Kolotzei     | GER  | 53,34     |
| 7     | Liliana Cá           | POR  | 51,43     |
| 8     | Nadine Müller        | GER  | 51,04     |

Der ursprünglich zweitplatzierten Russin Darja Pischtschalnikowa wurde wegen eines Dopingvergehens die Silbermedaille aberkannt.

Weitere Teilnehmerinnen aus deutschsprachigen Ländern:

In der Qualifikation ausgeschieden: Heike Koderisch (GER), 49,99 m

#### Hammerwurf
| Platz | Athletin              | Land | Weite (m) |
| ----- | --------------------- | ---- | --------- |
| 1     | Maryja Smaljatschkowa | BLR  | 69,34     |
| 2     | Lenka Ledvinová       | CZE  | 67,63 NUR |
| 3     | Natalija Solotuhina   | UKR  | 67,00     |
| 4     | Silvia Salis          | ITA  | 64,92     |
| 5     | Noémi Németh          | HUN  | 64,59 PB  |
| 6     | Malwina Sobierajska   | POL  | 64,25     |
| 7     | Iryna Nowoschylowa    | UKR  | 64,08     |
| 8     | Laura Gibilisco       | ITA  | 63,19     |

#### Speerwurf
| Platz | Athletin         | Land | Weite (m)    |
| ----- | ---------------- | ---- | ------------ |
| 1     | Linda Stahl      | GER  | 62,17 CR NUR |
| 2     | Annika Suthe     | GER  | 57,86        |
| 3     | Madara Palameika | LAT  | 57,07        |
| 4     | Maria Negoiţă    | ROU  | 56,10 PB     |
| 5     | Bregje Crolla    | NED  | 54,65        |
| 6     | Marija Abakumowa | RUS  | 54,25        |
| 7     | Sofia Yfandidou  | GRE  | 52,25        |
| 8     | Franziska Krebs  | GER  | 50,98        |

#### Siebenkampf
| Platz | Athletin               | Land | Punkte   |
| ----- | ---------------------- | ---- | -------- |
| 1     | Viktorija Žemaitytė    | LTU  | 6219 PB  |
| 2     | Jolanda Keizer         | NED  | 6219 PB  |
| 3     | Julia Mächtig          | GER  | 6151     |
| 4     | Kamila Chudzik         | POL  | 6097 PB  |
| 5     | Marina Gontscharowa    | RUS  | 6004 PB  |
| 6     | Bregje Crolla          | NED  | 5973 PB  |
| 7     | Antoinette Nana Djimou | FRA  | 5970 SB  |
| 8     | Ida Marcussen          | NOR  | 5961 NUR |

Weitere Teilnehmerinnen aus deutschsprachigen Ländern:

- Platz 09: Maren Schwerdtner (GER), 5934 Punkte
- Platz 11: Linda Züblin (SUI), 5878 Punkte
- Platz 14: Ulrike Hartz (GER), 5704 Punkte

## Medaillenspiegel
| Medaillenspiegel(Endstand nach 44 Entscheidungen) | Medaillenspiegel(Endstand nach 44 Entscheidungen) | Medaillenspiegel(Endstand nach 44 Entscheidungen) | Medaillenspiegel(Endstand nach 44 Entscheidungen) | Medaillenspiegel(Endstand nach 44 Entscheidungen) | Medaillenspiegel(Endstand nach 44 Entscheidungen) |
| Platz                                             | Land                                              | Gold                                              | Silber                                            | Bronze                                            | Gesamt                                            |
| ------------------------------------------------- | ------------------------------------------------- | ------------------------------------------------- | ------------------------------------------------- | ------------------------------------------------- | ------------------------------------------------- |
| 1                                                 | Russland                                          | 15                                                | 8                                                 | 11                                                | 34                                                |
| 2                                                 | Vereinigtes Königreich                            | 6                                                 | 3                                                 | 2                                                 | 11                                                |
| 3                                                 | Deutschland                                       | 4                                                 | 6                                                 | 3                                                 | 13                                                |
| 4                                                 | Polen                                             | 4                                                 | 2                                                 | 3                                                 | 9                                                 |
| 5                                                 | Belarus                                           | 4                                                 | 1                                                 | 0                                                 | 5                                                 |
| 6                                                 | Frankreich                                        | 2                                                 | 5                                                 | 3                                                 | 10                                                |
| 7                                                 | Ukraine                                           | 2                                                 | 1                                                 | 5                                                 | 8                                                 |
| 8                                                 | Schweden                                          | 1                                                 | 2                                                 | 1                                                 | 4                                                 |
| 9                                                 | Finnland                                          | 1                                                 | 1                                                 | 2                                                 | 4                                                 |
| 10                                                | Griechenland                                      | 1                                                 | 1                                                 | 0                                                 | 2                                                 |
| 10                                                | Rumänien                                          | 1                                                 | 1                                                 | 0                                                 | 2                                                 |
| 12                                                | Spanien                                           | 1                                                 | 0                                                 | 1                                                 | 2                                                 |
| 12                                                | Türkei                                            | 1                                                 | 0                                                 | 1                                                 | 2                                                 |
| 14                                                | Litauen                                           | 1                                                 | 0                                                 | 0                                                 | 1                                                 |
| 15                                                | Tschechien                                        | 0                                                 | 4                                                 | 2                                                 | 6                                                 |
| 16                                                | Niederlande                                       | 0                                                 | 2                                                 | 0                                                 | 2                                                 |
| 17                                                | Kroatien                                          | 0                                                 | 1                                                 | 2                                                 | 3                                                 |
| 17                                                | Ungarn                                            | 0                                                 | 1                                                 | 2                                                 | 3                                                 |
| 19                                                | Portugal                                          | 0                                                 | 1                                                 | 1                                                 | 2                                                 |
| 19                                                | Lettland                                          | 0                                                 | 1                                                 | 1                                                 | 2                                                 |
| 21                                                | Österreich                                        | 0                                                 | 1                                                 | 0                                                 | 1                                                 |
| 21                                                | Belgien                                           | 0                                                 | 1                                                 | 0                                                 | 1                                                 |
| 21                                                | Norwegen                                          | 0                                                 | 1                                                 | 0                                                 | 1                                                 |
| 24                                                | Italien                                           | 0                                                 | 0                                                 | 2                                                 | 2                                                 |
| 25                                                | Zypern                                            | 0                                                 | 0                                                 | 1                                                 | 1                                                 |
| 25                                                | Slowakei                                          | 0                                                 | 0                                                 | 1                                                 | 1                                                 |
| Gesamt                                            | Gesamt                                            | 44                                                | 44                                                | 44                                                | 132                                               |